# Sirocco (Efteling)
Sirocco is een theekopjesattractie in het Nederlandse attractiepark de Efteling.

## Geschiedenis
De attractie opende op 26 januari 2022 en verving daarmee Monsieur Cannibale, dat als te controversieel werd ervaren. Sirocco is qua technische specificaties nog dezelfde attractie als Monsieur Cannibale, alleen het uiterlijk en de thematisering zijn drastisch veranderd. Ook is de ingang verplaatst: deze ligt nu links van de attractie in plaats van aan de rechterkant.
Bouwwerkzaamheden voor de attractie begonnen in september 2021.

## Omschrijving
Sirocco staat in het gebied Reizenrijk, tegenover de achtbaan Vogel Rok. Het thema van de attractie sluit aan op Sinbad de Zeeman en de verhalen van duizend-en-een-nacht.
Op een plateau met een diameter van 14 meter staan 12 verschillende bakjes, waarvan 3 los op het plateau en 9 op draaiende platformen. De platformen draaien in tegengestelde richting van het grote plateau. In het midden van de attractie staan een paar kisten en tonnen. Aan het dak hangt een koopman aan een ladder; dit personage is een animatronic. Tijdens de rit is het nummer Storm Op Zee te horen van componist René Merkelbach.
Rondom de attractie zijn diverse thema-elementen te vinden. Bij de ingang staat een steen die de reizen van Sinbad de Zeeman symboliseert. Rechts van de uitgang staat een beeld van Sinbad op zijn bootje met een astrolabium in zijn hand.
Per rit kunnen er tot zestig gasten plaatsnemen in de attractie.

## Ritverloop

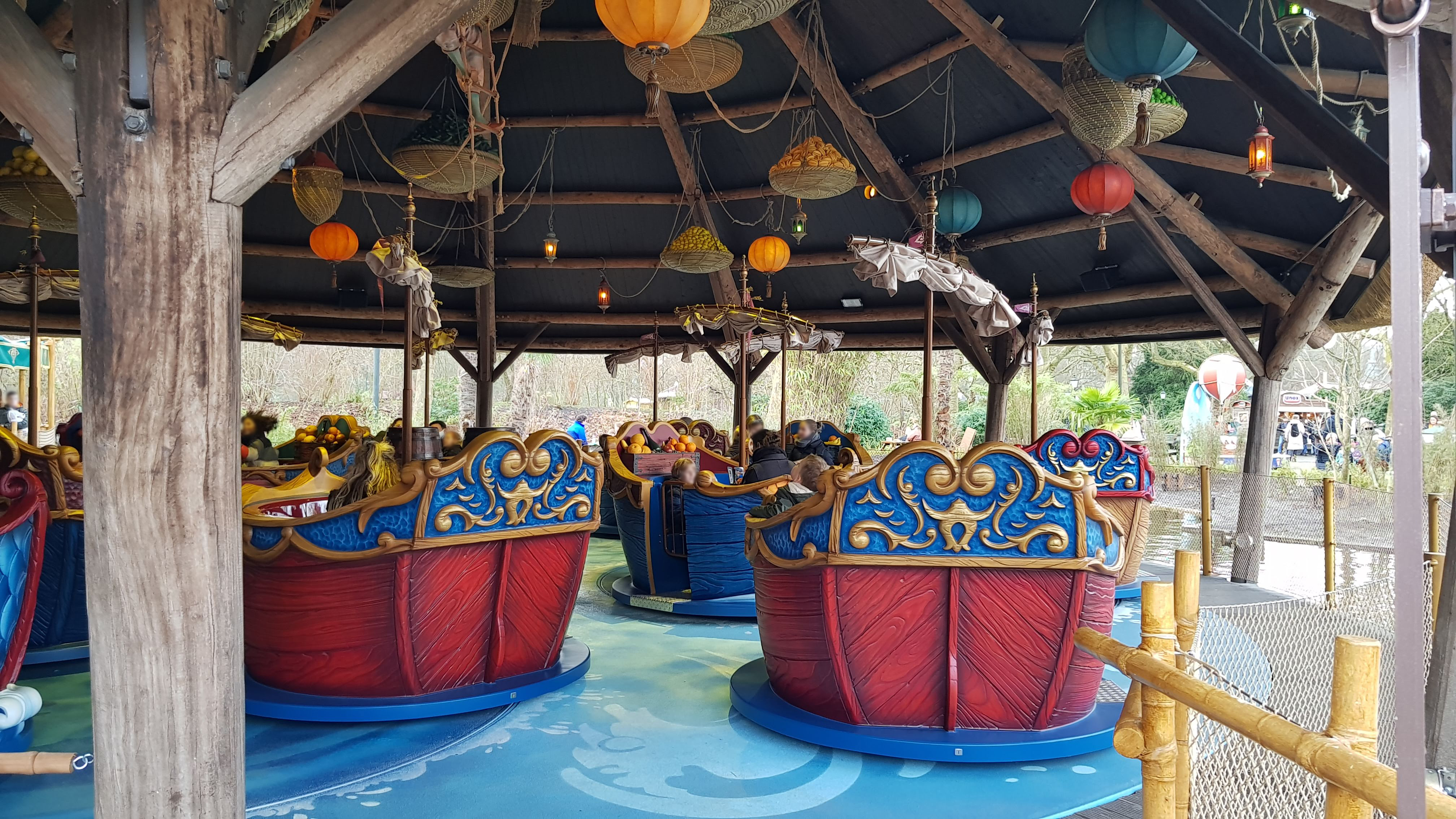
De handelsschepen

Op het moment dat het toegangshekje opengaat wordt er omgeroepen 'Er is storm op komst!'. Bezoekers nemen plaats in bakjes die handelsschepen moeten voorstellen. Volgens de verhaallijn komen bezoekers met deze scheepjes in een storm terecht. De attractie gaat daardoor ongeveer 30 seconden na het begin van de rit steeds sneller draaien. Ook klinken er in de attractie onweersgeluiden en wordt de muziek dreigender. Buiten de attractie wordt water omhoog gespoten. Richting het einde van de rit gaat de storm weer liggen en vertraagt het draaien. De totale ritduur is iets meer dan 2 minuten.
Lijst van attracties in de Efteling · Lijst van sprookjes in de Efteling · Afbeeldingen